# Rachel Hurd-Wood
Pour les articles homonymes, voir Hurd.
Rachel Clare Hurd-Wood, née le 17 août 1990 à Londres (Royaume-Uni), est une actrice britannique. Le rôle qui la révéla fut celui de Wendy en 2003, dans le film Peter Pan de Paul John Hogan.

## Enfance et famille
Rachel Clare Hurd-Wood, dont les parents sont Philip et Sarah Hurd-Wood, a un frère cadet, Patrick, qui apparait à ses côtés dans les films Peter Pan (2003) et Solomon Kane (2009). Elle aime le rap et le hip hop ainsi que le patin à glace et l'art. Sa passion pour les dauphins l'a amenée à rêver d'être biologiste marine. Rachel vit actuellement dans une ferme victorienne à côté de la forêt de Godalming, Surrey (Angleterre), avec ses parents et son frère.

## Carrière
Ses grands-parents apprenant qu'un casting est ouvert pour le personnage de Wendy dans Peter Pan, proposent à Rachel de s'y présenter. Après avoir réussi l'audition, elle part en Australie avec ses parents et son petit frère Patrick, qui tient également un petit rôle dans le film (il joue l'un des enfants endormis). Peter Pan sort en décembre 2003 et Rachel est nommée aux Saturn Award dans la catégorie "Meilleure performance de jeune acteur".
En 2004, Rachel participe à une adaptation télévisée de Sherlock Holmes and the Case of the Silk Stocking, où elle tient le petit rôle de Imogen Helhoughton, une jeune fille qui a été enlevée. Le film est diffusé sur la BBC et sa performance pleine d'émotion la fait remarquer.
C'est ainsi qu'elle obtient en 2004 le rôle de Betsy Bell, une jeune fille tourmentée par un fantôme, dans le film d'horreur American Haunting, où elle partage l'affiche avec notamment Sissy Spacek et Donald Sutherland. Rachel exécute de nombreuses cascades elle-même.
En 2006, elle tourne dans l'adaptation du roman de Patrick Süskind, Le Parfum, histoire d'un meurtrier. Elle se teint les cheveux en roux, pour entrer dans la peau de son personnage: Laura Richis, la fille d'un bourgeois joué par Alan Rickman. Le réalisateur du film, Tom Tykwer, dit à ce propos combien il a été difficile de dénicher une actrice possédant une beauté parfaite pour jouer Laura. En rencontrant Rachel il a trouvé la perle rare car elle collait exactement au rôle.
Elle est aussi apparue dans des clips : La paternité / maternité du groupe Ox.Eagle.Lion.Man (2007) et dans A Little Bit de  la chanteuse Madeleine Peyroux (2006).
L'actrice se tourne vers des films plus sombres et historiques : en 2008, elle incarne Sybil Vane dans Le Portrait de Dorian Gray adapté du roman éponyme d'Oscar Wilde. Dans ce film, elle joue une comédienne manipulée par Dorian, joué par Ben Barnes. Elle enchaîne la même année avec la production européenne Solomon Kane, où elle interprète le rôle de Meredith Crowthorn, une jeune fille de famille puritaine enlevée par les forces du mal. Dans ce long-métrage on peut également voir à ses côtés son petit frère Patrick, interprétant le rôle de Samuel Crowthorn, le cadet de Meredith.

## Filmographie

### Cinéma

#### Longs métrages
- 2003 : Peter Pan : Wendy Darling
- 2005 : American Haunting (An American Haunting) : Betsy Bell
- 2006 : Le Parfum, histoire d'un meurtrier : Laura Richis
- 2009 : Solomon Kane de Michael J. Bassett : Meredith Crowthorn
- 2009 : Le Portrait de Dorian Gray : Sybil Vane
- 2010 : Demain, quand la guerre a commencé (Tomorrow, When the War Began) : Corrie Mackenzie
- 2011 : Hideaways : Mae-West O'Mara
- 2014 : Highway to Dhampus de Rick McFarland : Elizabeth James
- 2015 : Second Origin de Carles Porta : Alba
- 2016 : Beautiful Devils de James Marquand : Darcy
- 2024 : La Malédiction : L'Origine de Arkasha Stevenson : Katherine Thorn

#### Courts métrages
- 2011 : The Mapmaker : Isabel jeune
- 2012 : It Ends Here : La fille
- 2016 : Entitled: The Story of a Selfish Bastard : Michal

### Télévision

#### Séries télévisées
- 2014 : BBC Comedy Feeds : Miss Summers (1 épisode)
- 2015-2016 : A chacun(e) sa guerre : Kate Campbell/Kate Heaton (7 épisodes)
- 2016 : Spark : Keira Stockton
- 2017 : The No Hopers
- 2017 : Clique : Rachel Maddox

#### Téléfilms
- 2004 : La Revanche de Sherlock Holmes (Sherlock Holmes and the Case of the Silk Stocking) de Simon Cellan Jones : Imogen Helhoughton